# Сражения за Вильно
Сражения за Вильно (пол. Walki o Wilno) — сражения за контроль над городом Вильной (ныне Вильнюс, Литва), которое вели польские добровольные отряды виленской Самообороны сначала против немецких войск, которые эвакуировались из города, местных коммунистов и большевиков (31 декабря 1918 года — 3 января 1919 года), а позже против наступающей Красной армии (4 января — 6 января 1919 года). Первоначально они привели к временному занятию большей части города поляками, которые, однако, были вынуждены отступить под ударами преобладающих по численности красноармейских сил; некоторые историки считают эти события началом польско-советской войны.

## Исторический контекст
В начале XX века город Вильна находился в составе Российской империи. В 1914 году началась первая мировая война, в которой Россия участвовала как противник центральных держав. В результате наступления Германской империи в 1915 году город попал под немецкую оккупацию. В конце 1918 года немецкие войска постепенно отступали с территории бывшей Российской Империи, а их место занимали большевики. В то время Вильна являлась объектом территориального спора между странами региона, которые возрождались или создавались: Литовской Республикой и Польской Республикой; свои притязания высказывала и Белорусская Народная Республика (БНР). С марта 1918 года в городе, который был передан германскими оккупационными войсками в Литве и стал её столицей, работало правительство Литвы, в Вильне в начале декабря, после эвакуации из Минска, занятого Красной Армией, нашло своё убежище также и правительство БНР в изгнании. Но уже 15 декабря в городе был создан большевистский Виленский городской совет рабочих делегатов.
Доминирующей национальной группой Вильны, помимо евреев составлявших относительное большинство, были поляки. Польское население Виленского края ещё до восстановления независимости Польши вело подготовительную работу, чтобы в будущем присоединиться к Польше. Формирование польских военных отрядов в Вильне началось уже 10 сентября 1918 года под руководством Союза польских военнослужащих (ZWP). Был создан Общественный комитет, который в свою очередь создал Комитет общественной безопасности. В его работе, с разрешения ZWP в Вильне, участвовал капитан Станислав Бабатынский. Были сделаны шаги для того, чтобы достичь соглашения между польским, еврейским, литовским и белорусским населением с целью совместной защиты от наступающих большевиков, однако попытка закончилась неудачей. В связи с этим самостоятельно защищать город решила вновь сформированная польская краевая самооборона Литвы и Беларуси (Samoobrona Krajowa Litwy i Białorusi). Эта военная единица с 8 декабря находилась под руководством генерала Владислава Вейтко, который пытался превратить её в регулярную армию. В её состав входила Самооборона виленской земли под руководством генерала Е. Б. Контковского. В конце декабря 1918 года она насчитывала около 1200 добровольцев, жителей города и окрестностей, из которых сформировали два полка пехоты и один полк улан. Активно действовала также виленская Польская военная организация (POW) под руководством Витольда Голембиовского.
29 декабря 1918 года польские власти в Варшаве распустили Краевую самооборону Литвы и Беларуси, а её членов призвали вступать в ряды Войска польского. Генерал Вейтко был назначен главой Военного округа Литвы и Беларуси, генерал Адам Мокржецкий — военным комендантом Вильны, майор Станислав Бабатынский — его заместителем, а капитан Зигмунт Клингер — начальником штаба. Самооборона виленской земли была преобразована в I Бригаду, а её командиром стал генерал Болеслав Крейчмер. Однако эти военные подразделения сохраняли характер более приближённый к добровольному ополчению, чем к регулярной армии. Польские отряды в Вильне получили приказ осуществлять самостоятельные военные действия в случае попытки входа в город Красной армии.

### Польские силы
В конце декабря польская 1-я бригада (самообороны) в Вильне имела следующую структуру:
- 1-й полк виленских улан (командир ротмистр Владислав Домбровский; с 30 ноября до 25 декабря 1918 года эскадрон улан Самообороны Виленской земли)
- 1-й батальон (командир подкапитан[7] Витольд Щербицкий)
- 2-й батальон (командир подкапитан Николай Зуевич)
- 3-й батальон (командир поручик Эдвард Качковский; сформирован из поляков — бывших немецких солдат)
- 4-й батальон Польской военной организации (командир поручик Ян Голембиовский)
- 5-й батальон новобранцев (командир капитан Владислав Пясецкий)[4][5]

Вскоре к ним присоединился Офицерский Легион.

## Ход событий

### Установление польского контроля над городом
До конца 1918 года регулярные отряды Войска польского не сумели переместиться в Вильну. Причиной были трудности, созданные немцами на оккупированной территории, которая отделяла Вильну от Польши. Отряды польской самообороны в Вильне, предвидя, что 5 января немцы передадут город большевикам, приняли решение относительно самостоятельного обретения контроля над городом и вытеснения из него немецких войск. 31 декабря 1918 года командир Военного округа Литвы и Беларуси генерал Владислав Вейтко издал обращение о мобилизации, в котором сообщалось, что:

все способные держать оружие поляки, начиная от 17-ти лет, должны срочно прибыть к мобилизационному штабу — Заречье 5, а все литовцы к литовской армии. Белорусам и евреям оставляю свободу выбора военной единицы, к которой они хотят присоединиться
В тот же день в Вильне начались первые столкновения. Третий батальон занял Виленскую ратушу на ул. Большой. Стычки происходили также в других частях города, в том числе в районе Острой брамы. Поляки начали разоружать немецких солдат. В результате переговоров немецкое руководство обязалось передать полякам часть города, сохраняя однако контроль над ул. Большая Погулянская и железнодорожным вокзалом. 1 января 1919 года была определена польско-немецкая демаркационная линия. В тот же день военный комендант Вильны генерал Адам Мокржецкий, который получил власть в городе, издал призыв к жителям, в котором просил соблюдать порядок, а также гарантировал:

безопасность жизни и имущества всех, без различий по национальности, кто живёт в Вильне, объявляю свободу существования политических партий
Настоящим руководителем польской самообороны по собственной инициативе стал ротмистр Владислав Домбровский, который лишь позднее формально получил эту должность от генерала Вейтко. Немцы решили вопрос эвакуации из города и не сопротивлялись польским силам. В ночь с 2 на 3 января польские скауты, железнодорожники и члены Польской военной организации заняли виленский железнодорожный вокзал.

### Осада дома на улице Вороньей
В условиях эвакуации немецких войск 1 января в городе вышли из подполья местные коммунисты и большевики, которые начали борьбу против формирований польской самообороны. Их самой важной точкой отпора было здание на ул. Вороньей, где находилась усадьба Виленского городского совета рабочих делегатов. Эта организация была создана 15 декабря 1918 года, сложилась в большинстве из жителей Вильны разной национальности, а также некоторого числа лиц не из города. Её главой был Казимеж Циховский, прежний секретарь петроградской группы Социал-демократия Королевства Польского и Литвы (СДКПиЛ), а секретарём президиума — Иван Куликовский, поляк из Трокского уезда, член СДКПиЛ и Коммунистической рабочей партии Польши. Отряды польской самообороны под руководством ротмистра Домбровского (2-й батальон и около 30 солдат из 3 батальона) атаковали здание Совета 1 января вечером. Во время борьбы особенно героическим поступком отметился сержант Станислав Квятковский. Большевики сдались 2 января в 14 часов. В ходе боя на польской стороне погиб 1 солдат, а 4 были ранены. На большевистской стороне погибло 3 борцов, 5 покончили жизнь самоубийством, а 76 попало в плен. Среди самоубийц были комендант народной милиции Л. Чаплинский и виленский портной Бонифаций Вежвицкий. Кроме этого солдаты польской самообороны добыли более 1000 единиц огнестрельного оружия и 600 гранат, в основном оставшихся от немцев.

### Первая атака Красной армии
2 января к Вильне начали подступать регулярные отряды советской Западной армии с трёх направлений: от Неменчина, Молодечно и Лиды. Глава сил польской самообороны, генерал Вейтко, вывел часть сил (часть полка виленских уланов, 3-й батальон и Офицерскую Легию) в район Новой Вилейки с намерением остановить там продвижение противника. В это время в Вильне остались остальная часть виленских уланов, 1-й батальон, 4-й батальон ПОВ а также другие небольшие части, над которыми взял руководство ротмистр Владислав Домбровский.
Приказ занять Вильну получила красноармейская 2-я стрелковая бригада (2СБ) псковского дивизиона В. А. Ольдероггея, которая 1 января оказалась в районе Подбродзе. Для этой задачи она была пополнена 5-м виленским полком под руководством А. Зенковича. Одновременно из Молодечно на Вильну продвигались 144-й и 146-й полки 17-й стрелковой дивизии Г. М. Барзинского и отдельный отряд западной дивизии В. А. Ершова. Руководство 2 СБ с целью выполнения задачи занятия Вильны направила 4-й полк через Подбродзе на Мицкуны, чтобы вместе с 1-м полком занять железнодорожную станцию в Новой Вилейке. Одновременно 5-й виленский полк был направлен из Подбродзе через Неменчин на Вильну. Большевистские отряды получили приказ подавить польское сопротивление силой.
4 января 1919 года под Новой Вилейкой состоялись первые боестолкновения с наступающей Красной армией. Большевики направили туда 1-й батальон и две роты 4-го батальона псковского полка под руководством Махначёва, которые передвигались справа от него. Польская кавалерия понесла потери и была вынуждена отступить. Пехота пыталась контратаковать на Новую Вилейку, однако ей это не удалось. Регулярные отряды Красной армии имели значительное преимущество над импровизированными, случайными отрядами польской самообороны. К тому же поляки имели очень скудное количество амуниции и у них не было подготовленных оборонительных позиций на подступах к городу и в самом городе. Одновременно большевики направили к прямому наступлению на Вильну 5-й виленский полк. Генерал Вейтко принял решение об отступлении польских отрядов из-под Новой Вилейки к Вильне. Вскоре произошли столкновения с немецкими силами на улице Большая Погулянская, в результате которых поляки понесли заметные потери, в том числе и среди офицеров. Большевики наступали на город, прежде всего, с направления Новой Вилейки и Неменчина. Формирования самообороны были вынуждены вернуться в центр города, где, благодаря объединению сил, удалось отбить атаку Красной армии.

### Вторая атака Красной Армии
Отражение атаки польской самообороной стало большой неожиданностью для красноармейцев. В целях лучшей координации действий во время следующего наступления, они создали единое командование. Было запланировано предпринять сильную атаку на центр города, а затем окружить фланги обороняющихся. Однако командование 5-го виленского полка обвинило общее командование в некомпетентности планирования и руководства наступлением, после чего отказалось участвовать в планируемой атаке. 5 января к атаке на Вильну были привлечены силы, сконцентрированные в районе Новой Вилейки.
Поляки организовали оборону следующим образом: 1-й, 2-й и 4-й батальоны обороняли южную часть города, в том числе Заречье, а 3-й батальон и полк виленских уланов обороняли подступы к Антоколю. 4-й батальон ПОВ принял на себя оборону здания штаба на Заречье.
Бои начались в предместьях. Красноармейцы заняли Гору трёх крестов, откуда начали артиллерийский обстрел города, в основном Заречья. В атаку на центр города перешла пехота.
Преимущество большевиков в этом сражении было подавляющим. Виленская самооборона получила информацию из Варшавы, что оказание ей помощи со стороны регулярных частей Войска Польского невозможно. В связи с этим, гражданские члены городского совета предложили генералу Вейтко прекратить сражение. Также они опасались репрессий со стороны большевиков, если они будут вынуждены брать город штурмом. Из-за отсутствия шансов на успех борьбы и удержания города, начальник штаба капитан Клингер 5 января в 19:00 предложил прекратить борьбу и отступить из Вильны.

### Отход
В соответствии с приказом, части самообороны должны были отступить из города и 6 января передислоцироваться в направлении на Рудники, Радунь, Эйшишки и Щучин. Эвакуация сопровождалась большой неразберихой и хаосом, не было возможности забрать с собой оружие, амуницию и продовольствие, а солдаты не были готовы для длительного марша. Большинство из них скопилось в Бялой Ваке под Вильной. Генерал Вейтко и капитан Клингер были интернированы немцами. После длительных переговоров удалось договориться о переброске разоружённых польских солдат по железной дороге в Ляпы. Таким образом на территорию под контролем польских властей попало 154 офицера и 1035 солдата 1, 2 и 4 батальонов. Там они вошли в состав формирующейся польской 1-й литовско-белорусской дивизии.
Бойцы полка виленских уланов, офицерского легиона и 3-го батальона отказались сложить оружие. Они сформировали часть под названием Виленский отряд Войска польского, под командованием ротмистра Владислава Домбровского, насчитывающий 300 штыков и 150 сабель. Отступив из Вильны, они прошли через Рудники, Эйшишки, Понары и Новый Двор, продолжив воевать.